# Canal Alto de los Payuelos
El canal alto de los Payuelos es una obra de ingeniería civil que se inauguró en 1993. Dicho canal discurre 72,6 kilómetros íntegramente en la provincia de León, permitiendo el riego de 6.000 hectáreas con agua dulce proveniente del embalse de Riaño. El uso principal del agua es la agricultura.

## Datos técnicos[1]
- Longitud: 72,6 kilómetros

- Superficie dominada: 27.012 hectáreas

- Superficie regada: 6.000 hectáreas

- Caudal máximo en origen: 4,2 m³/s